# Babino (Demir Hisar)
Pour les articles homonymes, voir Babino.
Babino (en macédonien Бабино) est un village du sud-est de la Macédoine du Nord, situé dans la municipalité de Demir Hisar. Le village comptait 34 habitants en 2002.

## Démographie
Lors du recensement de 2002, le village comptait :
- Macédoniens : 33
- Serbes : 1